# 運動場站
運動場站（葡萄牙語：Estação do Estádio）是澳門輕軌氹仔線的中途站，位於氹仔運動場道。本站為高架車站，2016年初平頂。受氹仔輕軌車廠工程嚴重延誤影響，此站延至2019年12月10日投入服務。由車站步行只需兩分鐘到達澳門運動場、八分鐘至氹仔市中心區，此站為基馬拉斯大馬路空中走廊的起點，向北延伸至氹仔中心。

## 車站結構

### 車站樓層
| 地上二層          | 月台                   | \| 側式 · 開左邊车门 \| \| \| \| \| \| \| \| 氹仔線往氹仔碼頭（排角） \| 1 \| \| \| \| 2 \| 氹仔線往媽閣（馬會） \| \| \| \| 側式 · 開左邊车门 \| \| \| \| \| |   |  |
| 地上一層          | 大堂                   | 客務中心、自動售票機、洗手間 |   |  |
| 地上一層          | 基馬拉斯大馬路空中走廊 | |   |  |
| 地面              | 出入口                 | |   |  |
| 側式 · 開左邊车门 |                        | |   |  |
|                   |                        | 氹仔線往氹仔碼頭（排角） | 1 |  |
|                   | 2                      | 氹仔線往媽閣（馬會） |   |  |
| 側式 · 開左邊车门 |                        | |   |  |

### 出入口
| 編號              | 指示方向 | 圖片 | 附近目的地                                                                                                  |
| ----------------- | -------- | ---- | --- |
| A                 | 運動場   |      | 三育中學 澳門銀河 奧林匹克體育中心 奧林匹克游泳館 離島區市民服務中心 奧林匹克大馬路 體育路 望德聖母灣大馬路 |
| B                 | 賽馬會   |      | 澳門賽馬會 四面佛 君怡酒店 駿龍酒店 柯維納馬路                                                              |
| 註： 設有 \| 設有 |          |      | |

## 車站周邊
半徑500米，由近至遠的公共設施及商業建築：
- 基馬拉斯大馬路空中走廊
- 奧林匹克體育中心
- 君怡酒店
- 四面佛
- 駿景酒店
- 北帝廟
- 路氹歷史館
- 氹仔市政街市
- 天后宮
- 濠江中學附屬英才學校

## 接駁交通

### 巴士
T331 美景花園（Edf. Mei Keng Garden）
路線：11、MT2
T347 運動場／體育中心（Estádio／Centro Desportivo）
路線：25B、26A、35、72、102X、MT1、MT3、N6
T361 運動場／賽馬會（Estádio／Jockey Club）
路線：25B、26A、30X、35、52、72、102X、MT1、MT3、N6

## 歷史
本站原稱澳門運動場站（葡萄牙語：Estação do Estádio de Macau）。原站點位置於柯維納馬路近澳門君怡酒店，後公佈的《輕軌系統第一期2009興建方案》調整至現時位置。
2011年9月14日，「輕軌一期氹仔市中心段建造工程」進行公開招標競投。承建項目為輕軌一期氹仔市中心段的建造工程，即西灣大橋氹仔出入口至氹仔排角之間一段輕軌高架行車天橋，同時包括興建本站。
2012年2月21日，輕軌第一期氹仔市中心段動工，全段長近兩公里，包括本站，是首段開工的輕軌線。工程造價為四億八千九百萬元，工期至2015年5月。
2014年9月25日，本站開展建設工作，工期約半年至九個月。
2019年6月13日至18日，本站連接基馬拉斯大馬路空中走廊行人天橋進行安裝工程。
2019年12月10日，氹仔線全線通車，本站亦同步投入服務。另外，基馬拉斯大馬路空中走廊於本站啟用當天率先開放第一部分，連接本站至運動場圓形地。
2024年1月20日至21日，因韓國男子組合Seventeen於運動場舉行演唱會，本站於舉行演唱會每天20時起暫停上落措施，期間此站及相連的行人天橋臨時封閉。此舉引發不少社會爭議。

## 工程相片

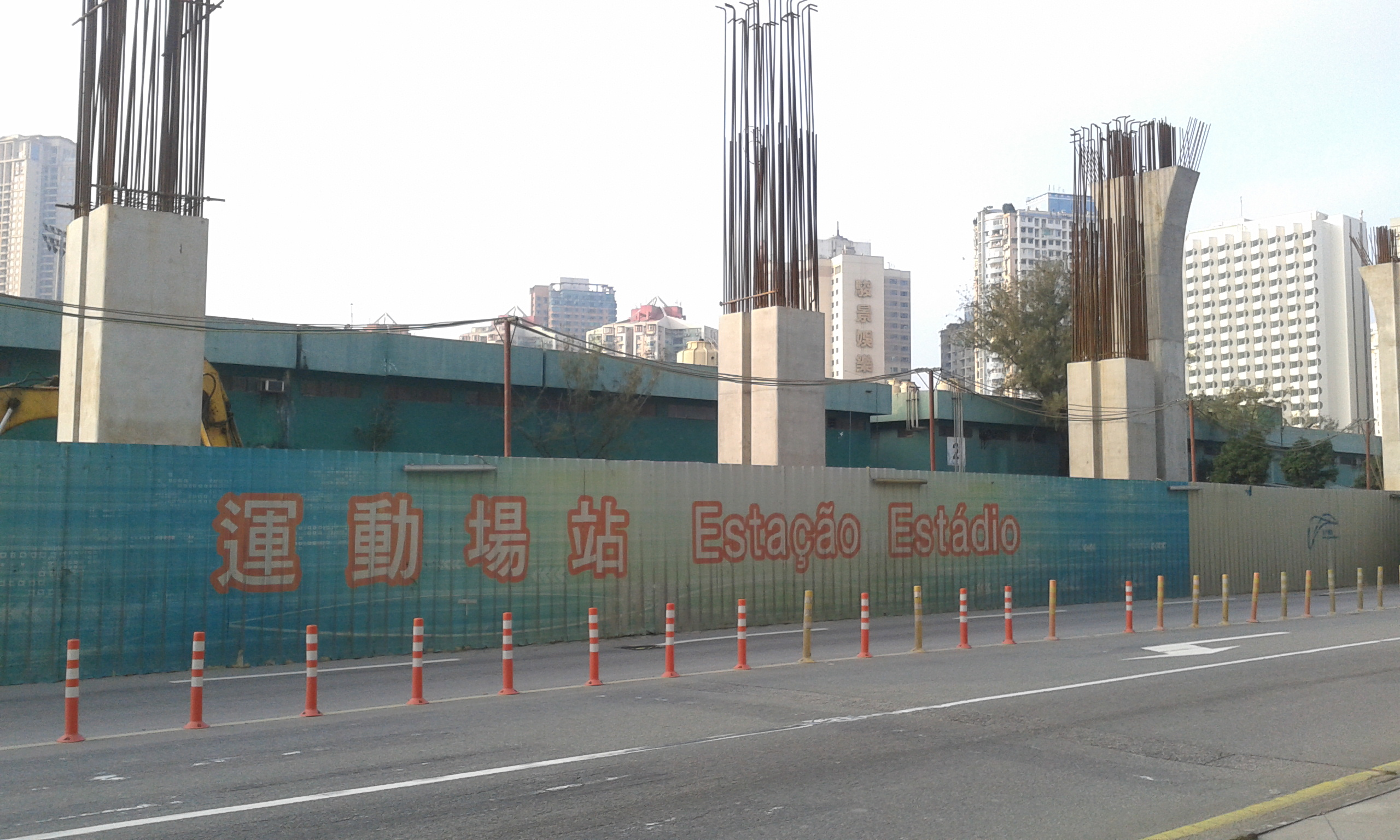
2015年1月
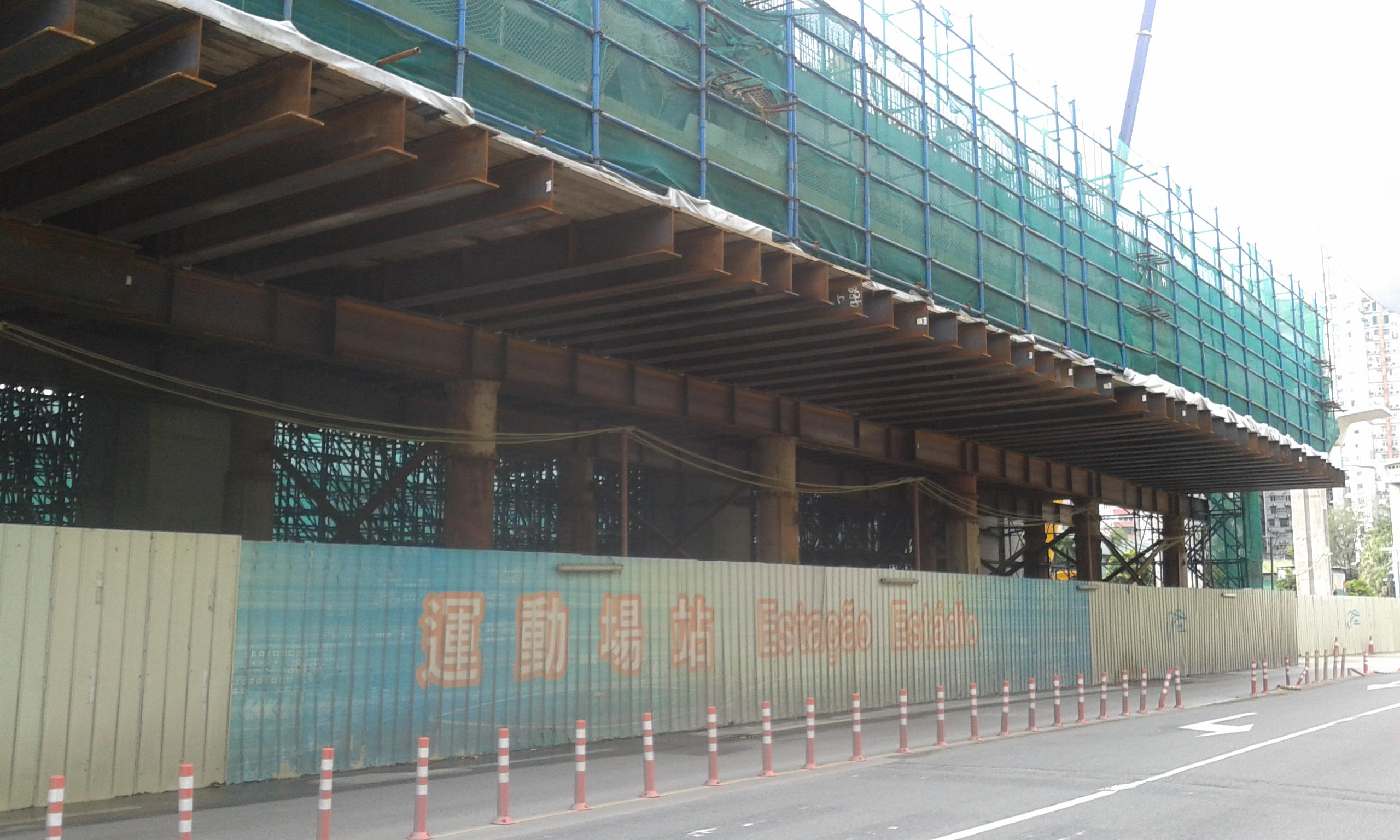
2015年7月
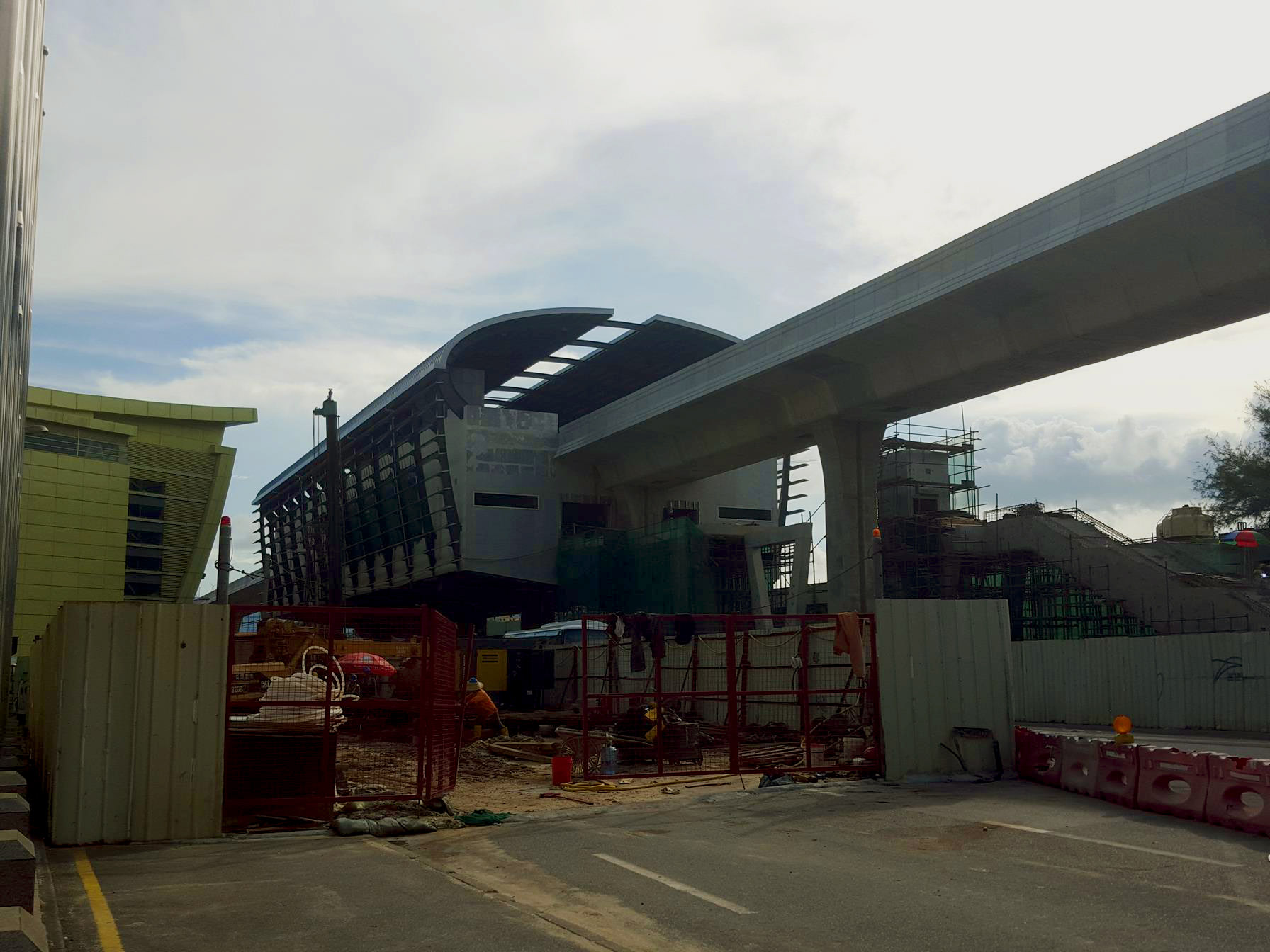
2016年9月
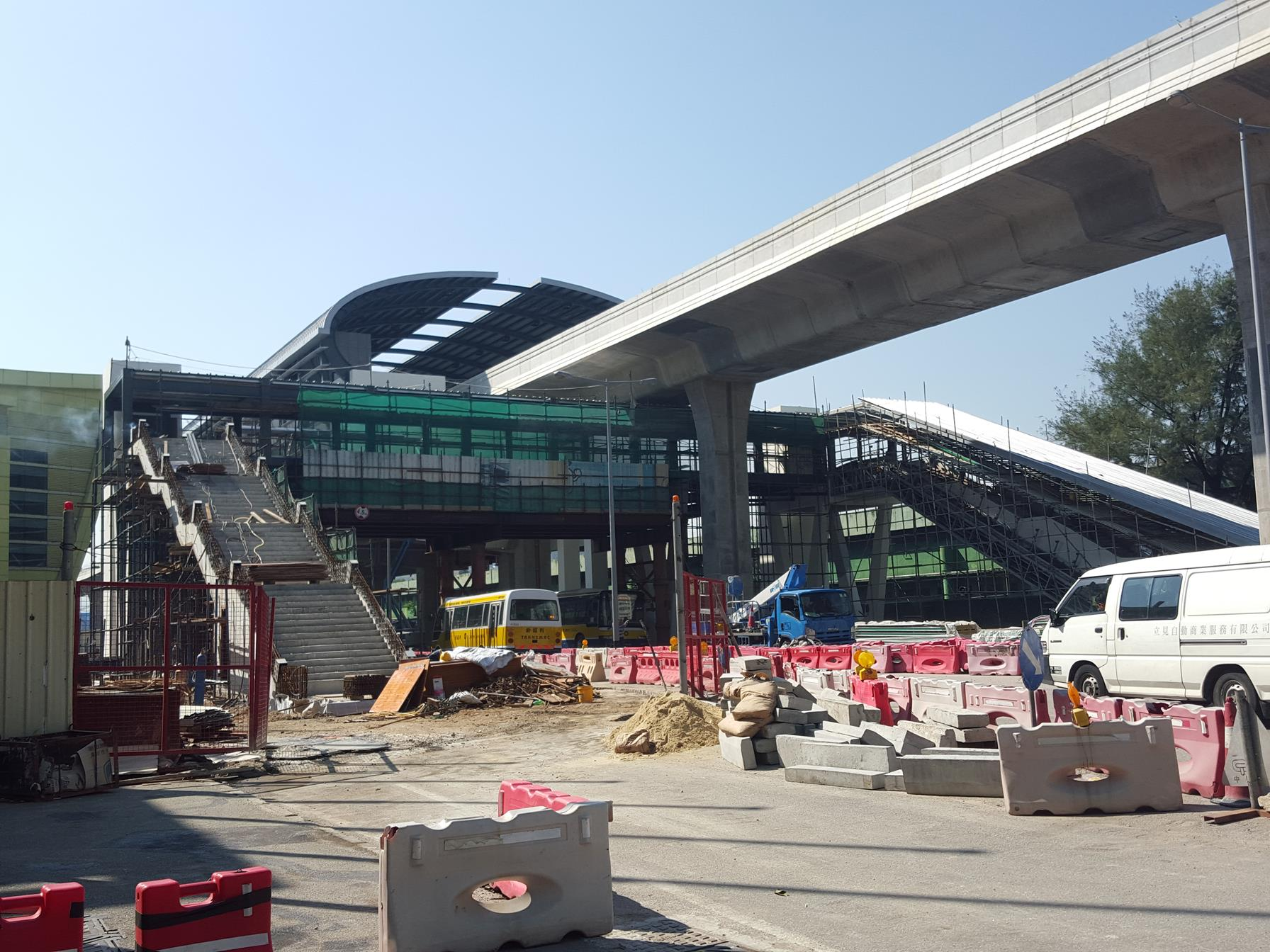
2016年11月

## 圖片集

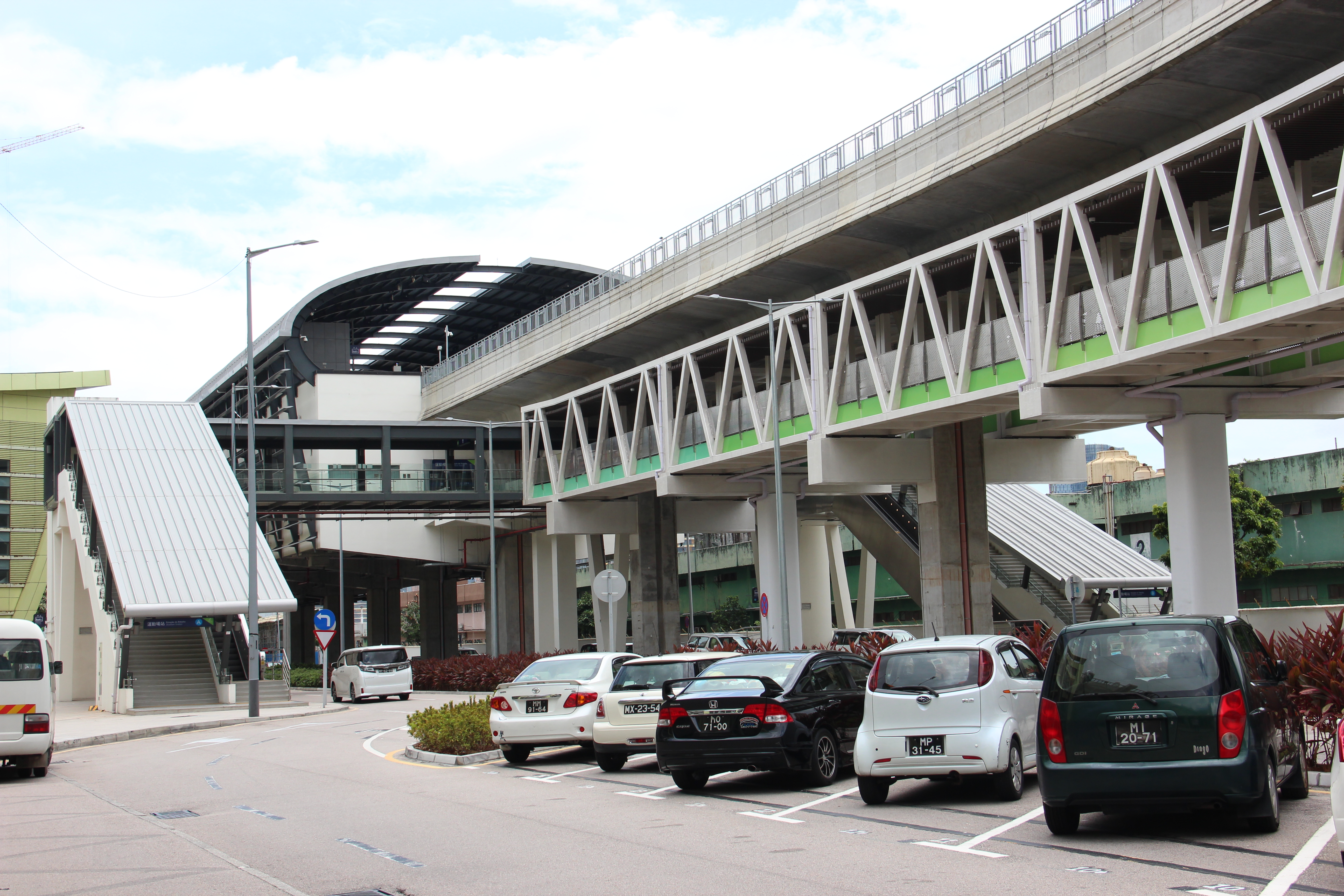
站體結構
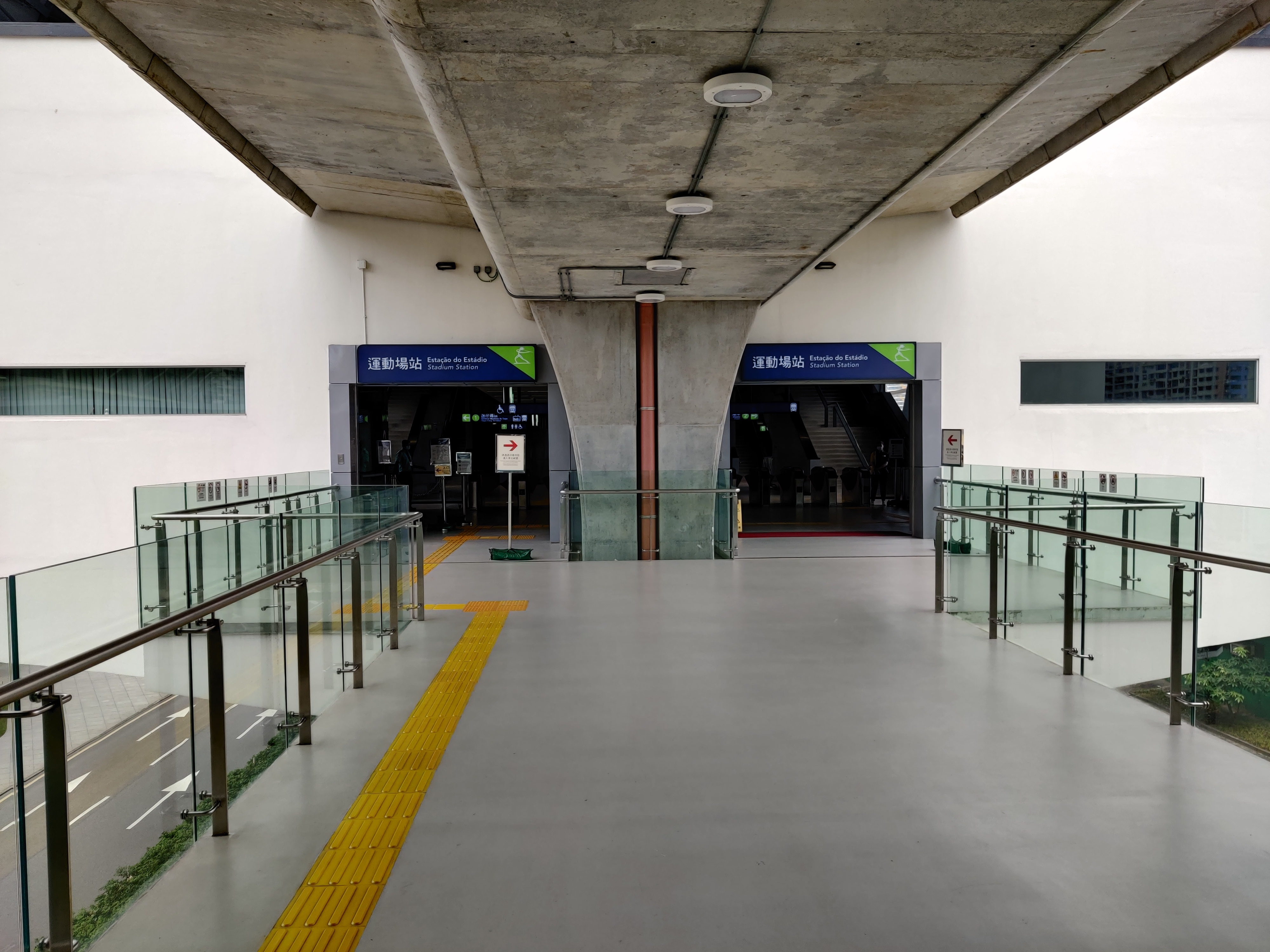
運動場站大堂入口
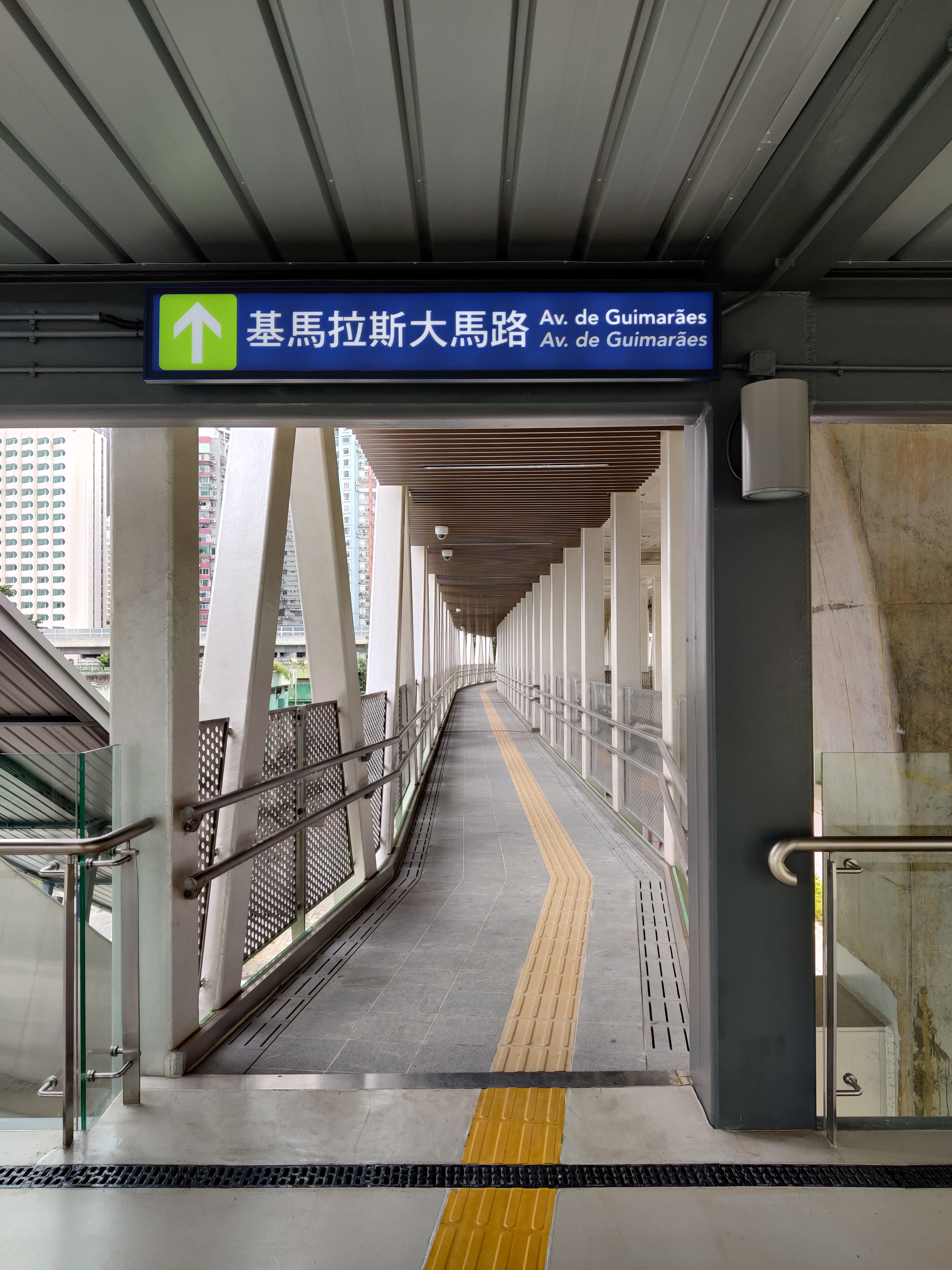
運動場站通往基馬拉斯大馬路空中走廊

## 外部連結
- 澳門輕軌股份有限公司官方網站 （页面存档备份，存于）